# Sesti (cognome)
Sesti è un cognome di lingua italiana.

## Varianti
Da Sesto, De Sisti, Sei, Sesso, Sesta, Sestan, Sestani, Sestini, Sesto, Sestu, Sist, Sisti, Sisto.

## Origine e diffusione
Cognome tipicamente panitaliano, è presente prevalentemente in Italia centro-meridionale.
Potrebbe derivare dal prenome Sesto, dal greco sex, "sei", o da un toponimo.
La variante Sisto copre il medesimo areale; Sestini è toscano; Sestan, Sestani e Sist sono trentini, veneti e friulani; Sestu è sardo.

## Persone
- Mario Sesti – regista italiano